# Hadmersleben
Hadmersleben est un quartier de la ville d’Oschersleben, dans l’arrondissement de la Börde en Saxe-Anhalt, en Allemagne.